# طرز (بلاغة)
الطرز في اللغة بمعنى الشكل والهيئة. وفي اصطلاح البلغاء يقال لمقصد من مقاصد النظم الذي حولوه بصفة خاصة من صفات النظم، ويقال لذلك أيضا الطريق. وجملة ذلك تسعة أنواع.
الأول طرز الحكمة وهذا النوع خاص بالشيخ السنائي. وهو مشكل وشامل للمواعظ والتشبيهات والأمثال ومعرفة السلوك وما يتعلق به والكلام الجامع والجيد.
الثاني الطبعي وهذا النوع هو خاص بالشاعر الخاقاني وتعريفه العلو في مشكلات النظم مثل الإغلاقات والإغراق والتشبيهات البديعة والتحميلات اللطيفة والكنايات والصور الغريبة والعبارات اللائقة.
الثالث الفضلي وهذا خاص بالشاعر أنوري. وهذا الطرز شامل للألفاظ المعتبرة بالاستغراق والبلاغة والإبداع العالي المعتبر.
الرابع الترسلي وهذا خاص بالشاعر ظهير وهو عبارة عن التصرفات في الإيهام بين ذي المعنيين والتشبيهات المبتكرة والإغراقات البليغة.
الخامس التحقيقي وهو ما خص به الشاعر عبد الواسع جبلي وتعريفه الملاءمة والجزالة في إيراد المطابقات والمشابهات، والتقسيمات والتفسيرات وتفصيل الألفاظ وسياقها.
السادس المنادمة وهو طرز جلي فيه الفردوسي والنظامي، ويشتمل على بيان القصص والحكايات والتواريخ مع فصاحة المعاني البديعة والتشبيهات العجيبة.
السابع الغرامي وهو طرز بلغ فيه سعدي القمة وهو يحتوي على الملاءمة والذوق.
الثامن الملوكي وهذا طرز تفنن فيه الشاعر الهندي أمير خسرو الدهلوي، وهو نوع جامع لجميع لطائف الشعر وحاو لجميع كمالات الكلام.
التاسع الحوشي (بالفارسية با حفصي) وهو طرز يشتمل على الكلام الغريب المهجور.
وقالوا إذا أضيفت للغة (الفارسية) الناضجة بعض الألفاظ العربية فإذا كانت سائغة فهو طرز الترسل. وإن لم تكن سائغة فهو ما يقال له الطرز الوحشي. وقد قال الشاعر أمير خسرو الدهلوي العلوم خمسة، وهي كالكنوز الخمسة: الحكيم، والفاضل، والغزل المطبوع، والشاعري وهي ثمرة واحدة، والشعر الحقيقي والدقيق يقال له شعر. وكذلك شعر المنادمة الصادر عن طبع جيد.